# Bischöfliches Gymnasium Paulinum

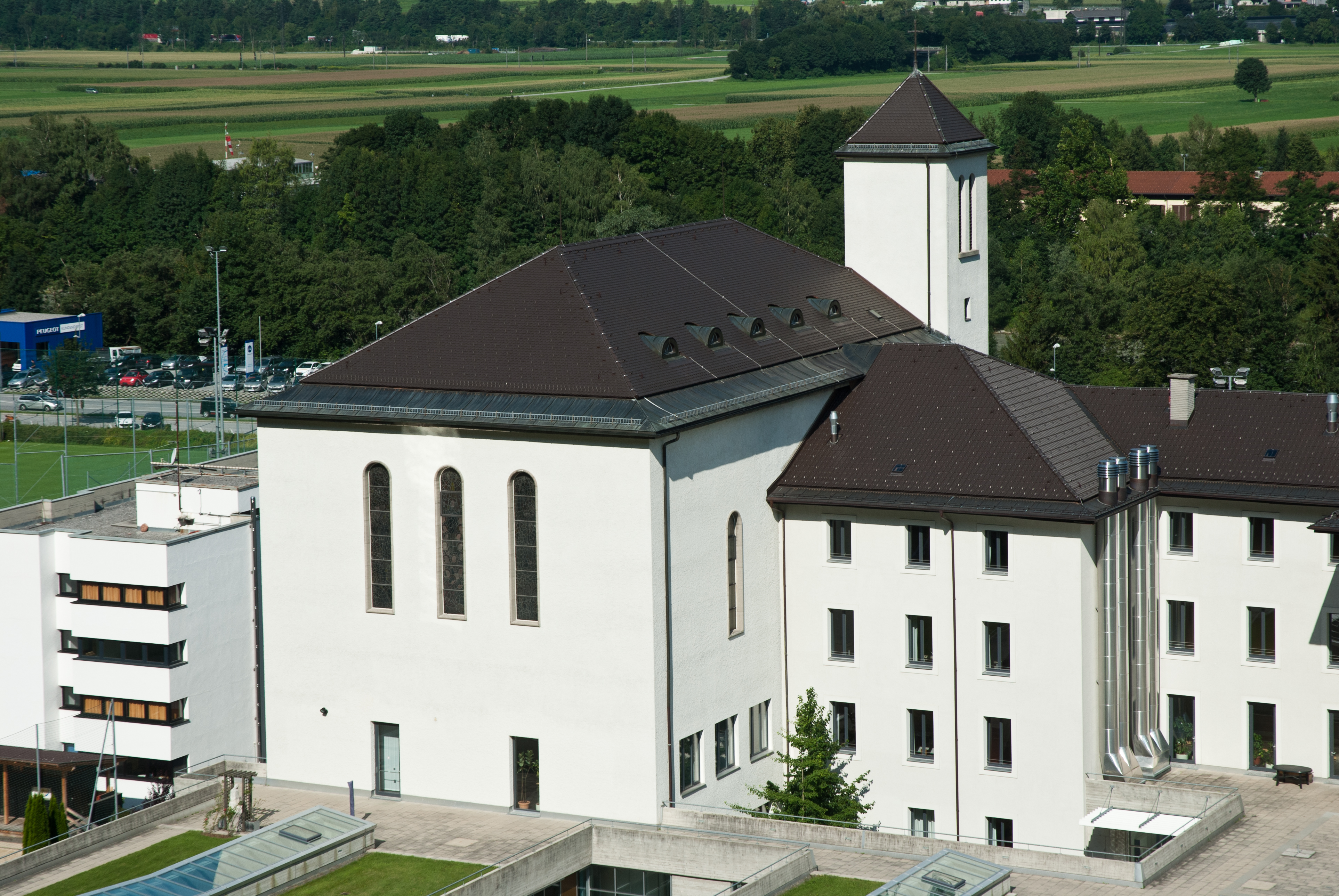
Die Kapelle des Paulinums von Osten

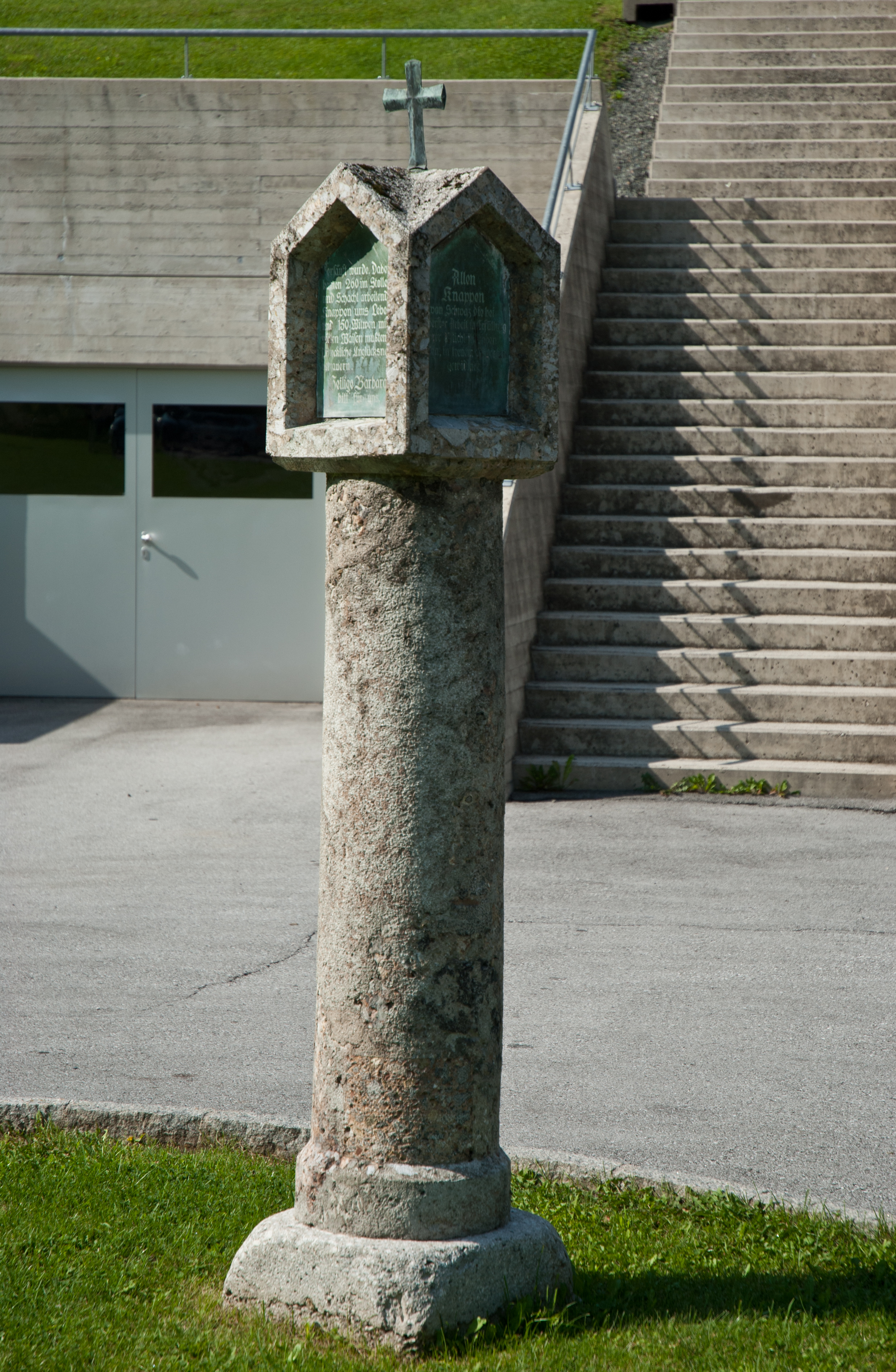
Die Barbarasäule beim Paulinum

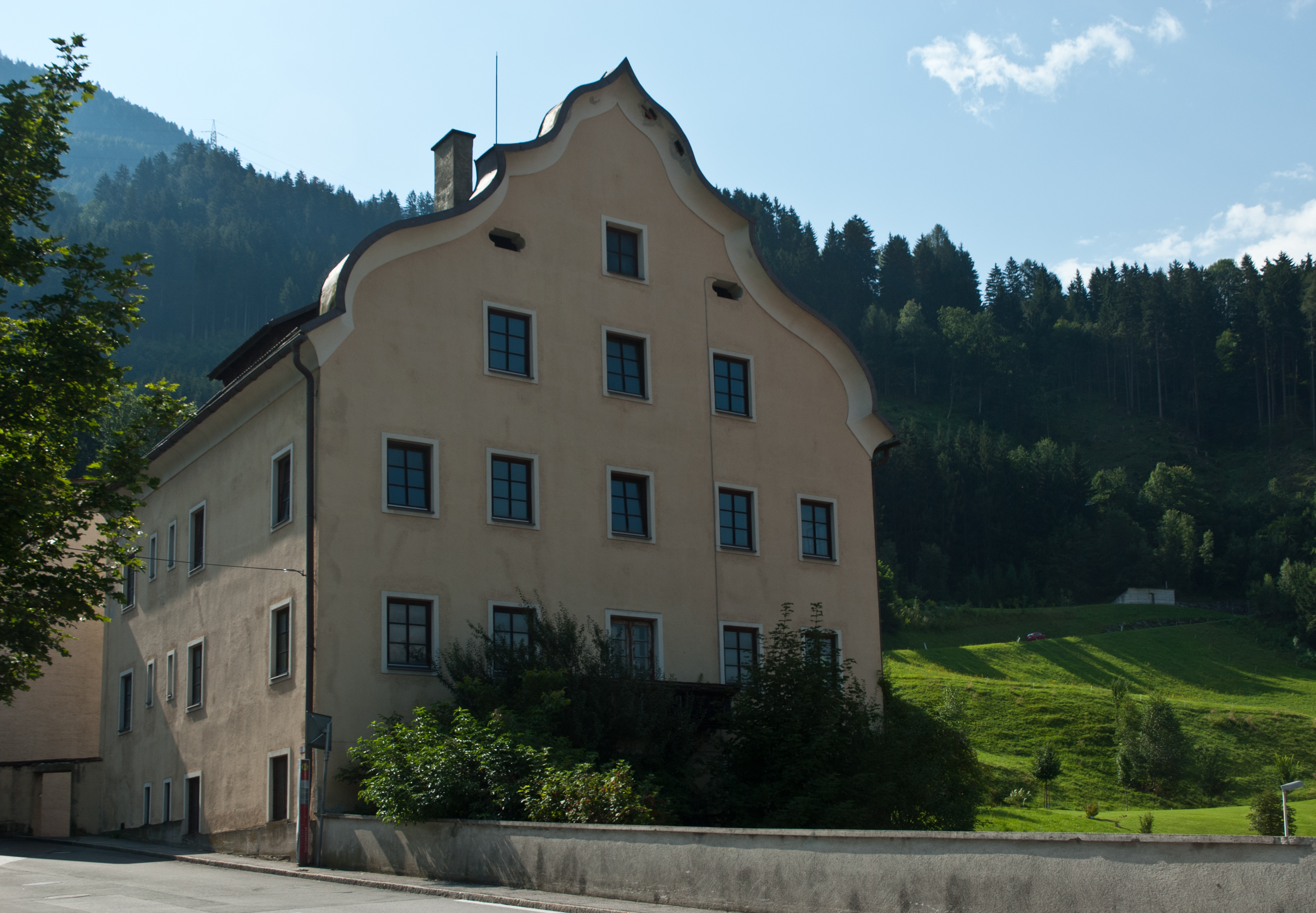
Ansitz Truefer beim Paulinum (2012)

Das Bischöfliche Gymnasium Paulinum ist ein Gymnasium der Diözese Innsbruck in der Stadt Schwaz in Tirol. 2019 hatte die Schule 24 Klassen, davon 16 in der Unterstufe, und acht in der Oberstufe, mit insgesamt 620 Schülern, und 56 Lehrpersonen.

## Vorgeschichte
Der Fürstbischof von Brixen Vinzenz Gasser gründete 1872 ein Knabenseminar in Brixen, welches nach seinem Tod mit Vinzentinum benannt wurde. Nach dem Ersten Weltkrieg, der Annexion Südtirols durch Italien und der Machtergreifung der Faschisten unter Benito Mussolini wurde dem Vinzentinum 1923 die deutsche Sprache untersagt und 1924 das Öffentlichkeitsrecht entzogen, womit die Matura nicht mehr an Hochschulen anerkannt wurde. Den nunmehr ausländischen Schülern, vornehmlich aus Nord- und Osttirol und Vorarlberg, wurde 1926 der Besuch des Vinzentinum verboten. Als direkte Folge der Einreisebeschränkungen verlor das Vinzentinum einen Großteil seiner Schüler. Daraufhin wurden in Schwaz in Nordtirol die Landesschützenkaserne und das Truefergut angekauft und dort das Bischöfliche Gymnasium Paulinum eingerichtet. Der Lehrkörper, Lehrmittel und Inventar wurden zwischen dem Vinzentinum und dem Paulinum aufgeteilt. Das Gymnasium wurde 1926 von Sigismund Waitz in Schwaz neu gegründet. Eine Schulpartnerschaft zwischen dem Vinzentinum und dem Paulinum besteht weiterhin.

## Geschichte
Der Schulbetrieb begann im November 1926 nach einer baulichen Adaptierung der ehemaligen Kaserne. Da das Gebäude davor als Unterkunft für die Familien von Kriegsversehrten aus dem Ersten Weltkrieg diente, mussten diese Familien von der Stadt Schwaz umgesiedelt werden. Darauf folgten Proteste der Bevölkerung gegen die Diözese. Die Aufteilung der Schulmittel sowie Professoren erzeugte jedoch gewisse Spannungen. Zu Beginn besuchten 202 Schüler das Seminar.
Der Name Paulinum, nach dem Apostel Paulus, wurde der Schule 1932 von Sigismund Waitz verliehen.
Nach dem Anschluss 1938 wurde die Schule der Kirche entzogen und durch den nationalsozialistischen Staatsapparat verwaltet. Es bleibe eine Schule für Jungen, die nach Michael Gaißmayr benannt wurde. Der Lehrkörper wurde entlassen und war teilweise schwerer Verfolgung durch die Nationalsozialisten ausgesetzt. Ebenso verließen viele Schüler die Einrichtung.
Neben einer engen Vernetzung mit Aktionen der Hitlerjugend wurde die Schule nach nationalsozialistischen Vorgaben weitergeführt. Die ausbleibenden Schülerzahlen wurden mit der Aufnahme von Mädchen ab 1939 ausgeglichen. Mit fortlaufender Kriegsdauer wurde der Mangel an Lehrern und Materialien immer größer. Zudem wurden immer mehr Schüler in die Wehrmacht eingezogen. Im Winter 1944 endete der Schulbetrieb und das Gebäude wurde zum Lager für ausgebombte Familien, wie schon in der Zwischenkriegszeit, und zu einem Lazaret. Am 18. September 1945 eröffnete die Diözese die Schule erneut.
Das Internat bestand bis 1999.

## Architektur
Das Gymnasium hat eine Kapelle und einen Meditationsraum. Die Kapelle wurde 1929 nach den Plänen des Architekten Albert Bermoser erbaut. Sie ist eine von 3 Kirchen in Tirol, die in der Zwischenkriegszeit erbaut worden sind und ist der Neuen Sachlichkeit zuzuordnen. Die Glasgemälde schuf der Maler Carl Rieder 1931/32 und 1949, insgesamt 14 Fenster, darstellend die fünf Geheimnisse des Freudenreichen Rosenkranzes, drei Szenen aus dem Leben Marias, Josef mit dem Jesuskind, Christus als König mit Engeln. Der um 1500 erbaute Flügelaltar zeigt mit Reliefs die Krönung Mariens, Verkündigung, die Geburt Christi, die Heimsuchung und die Anbetung der Könige. Das Angebot an die Schüler, den Tag mit einer Laudes zu beginnen und danach gemeinsam zu frühstücken, wird abwechselnd für die Unterstufe und Oberstufe angeboten. Die Kapelle steht unter Denkmalschutz.
In den 1960er Jahren wurde ein dritter Stock aufgesetzt, um den kleineren Klassengrößen in maximal 36 Schülern entsprechende Räumlichkeiten unterbringen zu können. Ebenso wurde ein neues Internatsgebäude sowie ein Hallenbad und eine Aula gebaut. Geplant wurden alle Erneuerungen von Hermann Hanak.
Aufgrund des schlechten Gesamtzustandes der neuen Gebäude wurde das gesamte Schulzentrum 2004 renoviert. Die Finanzierung erfolgte in Zusammenarbeit mit der Stadt Schwaz, die auf ehemaligem Land der Schule ein regionales Sportzentrum errichten konnte. In einem Architektenwettbewerb mit 38 Teilnehmern setzte sich das Büro Koch + Partner aus München durch.

## Pädagogik
In der Schule gibt es bei Schwierigkeiten Mediation und für engagierte Schüler wird dafür eine Ausbildung angeboten. Zusätzlich gibt es einen Chor sowie zahlreiche sportliche Bildungsangebote.

## Lehrer
- Emmerich Kerle (1916–2010), Bildhauer
- Franz Fliri (1918–2008), Geograph und Klimatologe
- Fritz Prior (1921–1996), Politiker (ÖVP)

## Schüler
- Hubert Mayr (1913–1945), Sozialist und Widerstandskämpfer
- Hermann Wiesflecker (1913–2009), Historiker
- Franz Weber (1920–2001), Politiker (ÖVP)
- Hermann Kuprian (1920–1989), Schriftsteller
- Josef Anton King (1922–1945), Widerstandskämpfer
- David Kofler (1922–2012), Beamter
- Friedrich Heinzle (1926–2013), Politiker (ÖVP)
- Günther Goller (1928–2017), Politiker (ÖVP)
- Bertram Jäger (* 1929), Politiker (ÖVP)
- Fritz Tschol (1929–2016), Priester und Missionar
- Erich Thummer (1930–2022), Klassischer Philologe
- Manfred Marent (* 1930), Priester und Missionar
- Gerald Kurdoğlu Nitsche (* 1941), Künstler
- Erwin Koler (* 1949), Politiker (ÖVP)
- Markus Wilhelm (* 1956), Publizist und Umweltaktivist
- Bertram Zotz (* 1968), Theologe
- Martin Wex (* 1968), Politiker (ÖVP)
- Hermann Weratschnig (* 1975), Politiker (Die Grünen)
- Barbara Aschenwald (* 1982), Schriftstellerin
- Gebi Mair (* 1984), Politiker (Die Grünen)
- Olivia Peter (* 1985), Radiomoderatorin